# Тугоплавкие металлы
| H  |    |    |    |    |    |    |    |    |    |    |    |    |    |    |    |    |    | He |
| Li | Be |    |    |    |    |    |    |    |    |    |    |    | B  | C  | N  | O  | F  | Ne |
| Na | Mg |    |    |    |    |    |    |    |    |    |    |    | Al | Si | P  | S  | Cl | Ar |
| K  | Ca | Sc |    | Ti | V  | Cr | Mn | Fe | Co | Ni | Cu | Zn | Ga | Ge | As | Se | Br | Kr |
| Rb | Sr | Y  |    | Zr | Nb | Mo | Tc | Ru | Rh | Pd | Ag | Cd | In | Sn | Sb | Te | I  | Xe |
| Cs | Ba | La | *  | Hf | Ta | W  | Re | Os | Ir | Pt | Au | Hg | Tl | Pb | Bi | Po | At | Rn |
| Fr | Ra | Ac | ** | Rf | Db | Sg | Bh | Hs | Mt | Ds | Rg |    |    |    |    |    |    |    |
|    |    |    | *  | Ce | Pr | Nd | Pm | Sm | Eu | Gd | Tb | Dy | Ho | Er | Tm | Yb | Lu |    |
|    |    |    | ** | Th | Pa | U  | Np | Pu | Am | Cm | Bk | Cf | Es | Fm | Md | No | Lr |    |
| -- | -- | -- | -- | -- | -- | -- | -- | -- | -- | -- | -- | -- | -- | -- | -- | -- | -- | -- |

| Тугоплавкие металлы | Расширенная группа тугоплавких металлов |

Тугоплавкие металлы — класс химических элементов (металлов), имеющих очень высокую температуру плавления и стойкость к изнашиванию. Выражение тугоплавкие металлы чаще всего используется в таких дисциплинах, как материаловедение, металлургия, а также в технических науках. Определение тугоплавких металлов относится к каждому элементу группы по-разному. Основными представителями данного класса элементов являются элементы пятого периода — ниобий и молибден; шестого периода — тантал, вольфрам , седьмого периода — рений и восьмого периода — рутений. Все они имеют температуру плавления выше 2000 °C, химически относительно инертны и обладают повышенным показателем плотности. Благодаря порошковой металлургии из них можно получать детали для разных областей промышленности.

## Определение
Большинство определений термина тугоплавкие металлы определяют их как металлы, имеющие высокие температуры плавления. По этому определению, необходимо, чтобы металлы имели температуру плавления выше 4,500 °F (2,200 °C). Это необходимо для их определения как тугоплавких металлов.
Пять элементов — ниобий, молибден, тантал, вольфрам и рений — входят в этот список как основные, в то время как более широкое определение этих металлов позволяет включить в этот список ещё и элементы, имеющие относительно высокую температуру плавления, хотя и ниже этого уровня, — титан (п.пл. 1943 K), ванадий, хром, цирконий, гафний (т.пл. 2506 K, 2233 °C). Рутений (т.пл. 2334 °C, 2607 K, 4233 °F)), родий (1963 °C), иридий (т.пл. 2466 °C) и осмий, (т.пл. 3306 K, 3033 °C), без сомнения, также являются полноценными тугоплавкими металлами, хотя временно, ввиду принадлежности к «благородным» металлам, редко рассматриваются как конструкционные рефракторные металлы. Трансурановые элементы (которые находятся за ураном, все изотопы которых нестабильны и на земле их найти очень трудно) никогда не будут относиться к тугоплавким металлам.

## Свойства

### Физические свойства
Температура плавления этих простых веществ самая высокая, исключая углерод и осмий. Данное свойство зависит не только от их свойств, но и от свойств их сплавов. Металлы имеют кубическую сингонию, исключая рений, у которого она принимает вид гексагональной плотнейшей упаковки. Большинство физических свойств элементов в этой группе существенно различается, потому что они являются членами различных групп.
Сопротивление к деформации ползучести является определяющим свойством тугоплавких металлов. У обычных металлов деформация начинается с температуры плавления металла, а отсюда деформация ползучести в алюминиевых сплавах начинается от 200 °C, в то время как у тугоплавких металлов она начинается от 1500 °C. Это сопротивление к деформации и высокая температура плавления позволяет тугоплавким металлам быть использованными, например, в качестве деталей реактивных двигателей или при ковке различных материалов.

### Химические свойства
На открытом воздухе подвергаются окислению. Эта реакция замедляется в связи с формированием пассивированного слоя. Оксид рения является очень неустойчивым, потому что при пропускании плотного потока кислорода его оксидная плёнка испаряется. Все они относительно устойчивы к воздействию кислот.

## Применение
Тугоплавкие металлы используются в качестве источников света, деталей, смазочных материалов, в ядерной промышленности в качестве АРК, в качестве катализатора. Из-за того, что они имеют высокие температуры плавления, они никогда не используются в качестве материала для выплавки на открытом месте. В порошкообразном виде материал уплотняют с помощью плавильных печей. Тугоплавкие металлы можно переработать в проволоку, слиток, арматуру, жесть или фольгу.

#### Вольфрам и его сплавы
Вольфрам был найден в 1781 г. Шведским химиком Карлом Вильгельмом Шееле. Вольфрам имеет самую высокую температуру плавления среди всех металлов — 3422 °C (6170 °F)

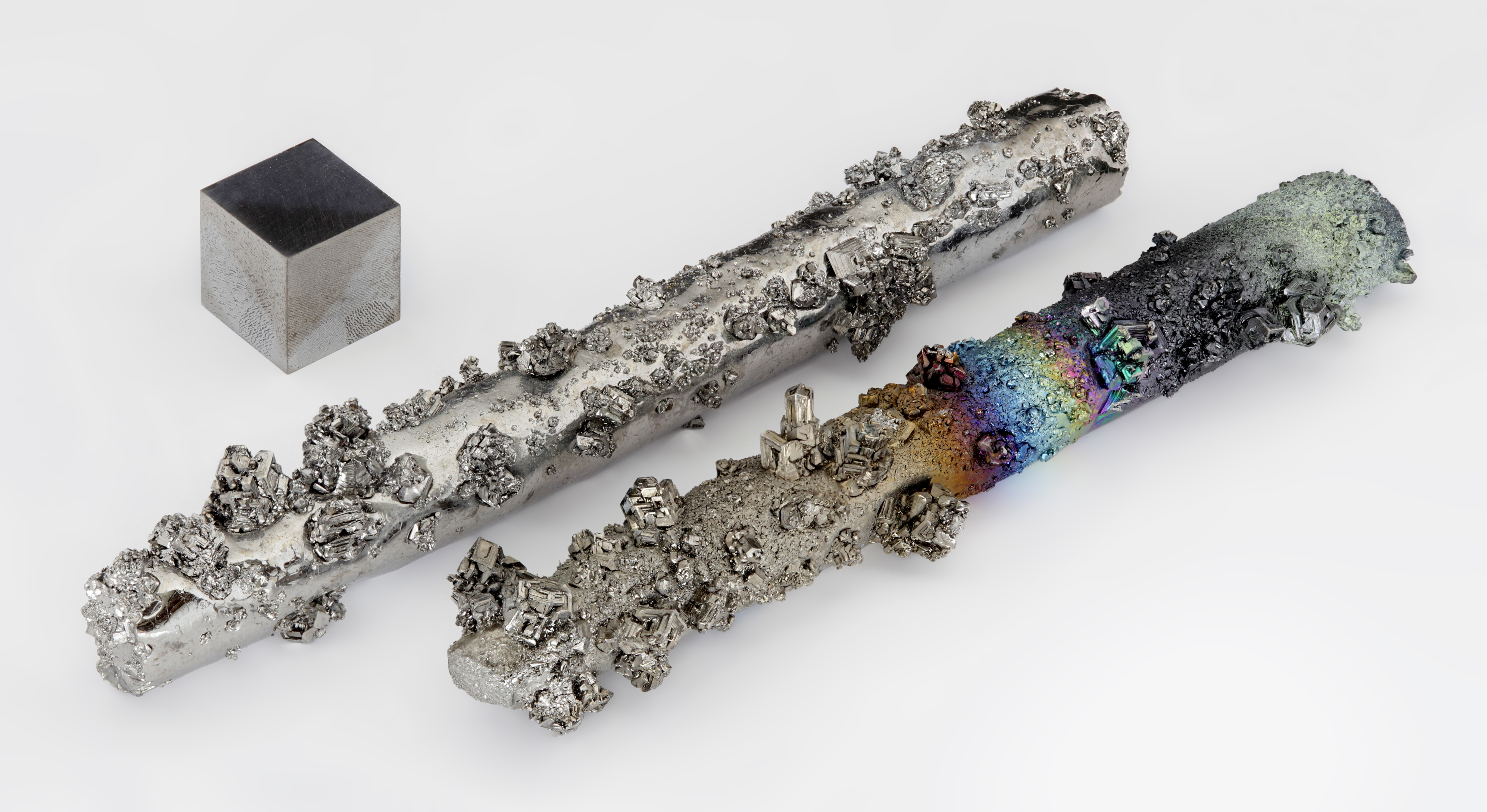
Вольфрам.

Рений используется в сплавах с вольфрамом в концентрации до 22 %, что позволяет повысить тугоплавкость и устойчивость к коррозии. Торий применяется в качестве легирующего компонента вольфрама. Благодаря этому повышается износостойкость материалов. В порошковой металлургии компоненты могут быть использованы для спекания и последующего применения. Для получения тяжёлых сплавов вольфрама применяются никель и железо или никель и медь. Содержание вольфрама в данных сплавах как правило не превышает 90 %. Смешивание легирующего материала с ним низкое даже при спекании.
Вольфрам и его сплавы по-прежнему используются там, где присутствуют высокие температуры, но нужна однако высокая твёрдость, а высокой плотностью можно пренебречь. Нити накаливания, состоящие из вольфрама, находят своё применение в быту и в приборостроении. Лампы более эффективно преобразуют электроэнергию в свет с повышением температуры. В вольфрамовой газодуговой сварке оборудование используется постоянно, без плавления электрода. Высокая температура плавления вольфрама позволяет ему быть использованным при сварке без затрат. Высокая плотность и твёрдость позволяют вольфраму быть использованным в артиллерийских снарядах. Его высокая температура плавления применяется при строении ракетных сопел, примером может служить ракета «Поларис». Иногда он находит своё применение благодаря своей плотности. Например, он находит своё применение в производстве клюшек для гольфа. В таких деталях применение не ограничивается вольфрамом, так как более дорогой осмий тоже может быть использован.

#### Сплавы молибдена

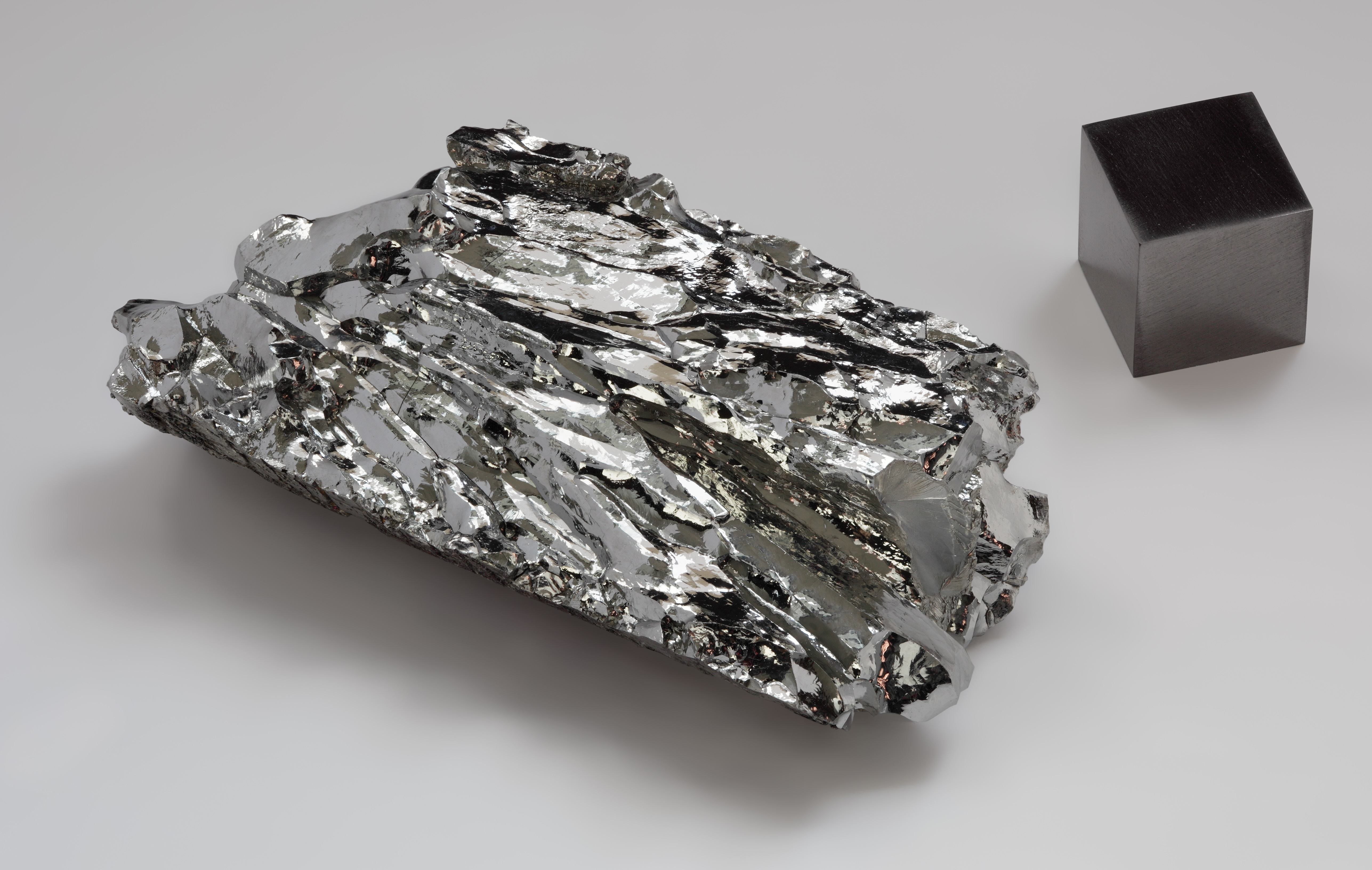
Молибден.

Широкое применение находят сплавы молибдена. Наиболее часто используемый сплав — титан-цирконий-молибден — содержит в себе 0,5 % титана, 0,08 % циркония и остальное молибден. Сплав обладает повышенной прочностью при высоких температурах. Рабочая температура для сплава — 1060 °C. Высокое сопротивление сплава вольфрам-молибден (Mo 70 %, W 30 %) делает его идеальным материалом для отливки деталей из цинка, например, клапанов.
Молибден используется в ртутных герконовых реле, так как ртуть не формирует амальгамы с молибденом.
Молибден является самым часто используемым тугоплавким металлом. Наиболее важным является его использование в качестве усилителя сплавов стали. Применяется при изготовлении трубопроводов вместе с нержавеющей сталью. Высокая температура плавления молибдена, его сопротивляемость к износу и низкий коэффициент трения делают его очень полезным материалом для легирования. Его прекрасные показатели трения приводят его к использованию в качестве смазки где требуется надёжность и производительность. Применяется при производстве ШРУСов в автомобилестроении. Большие месторождения молибдена находятся в Китае, США, Чили и Канаде.

### Сплавы ниобия

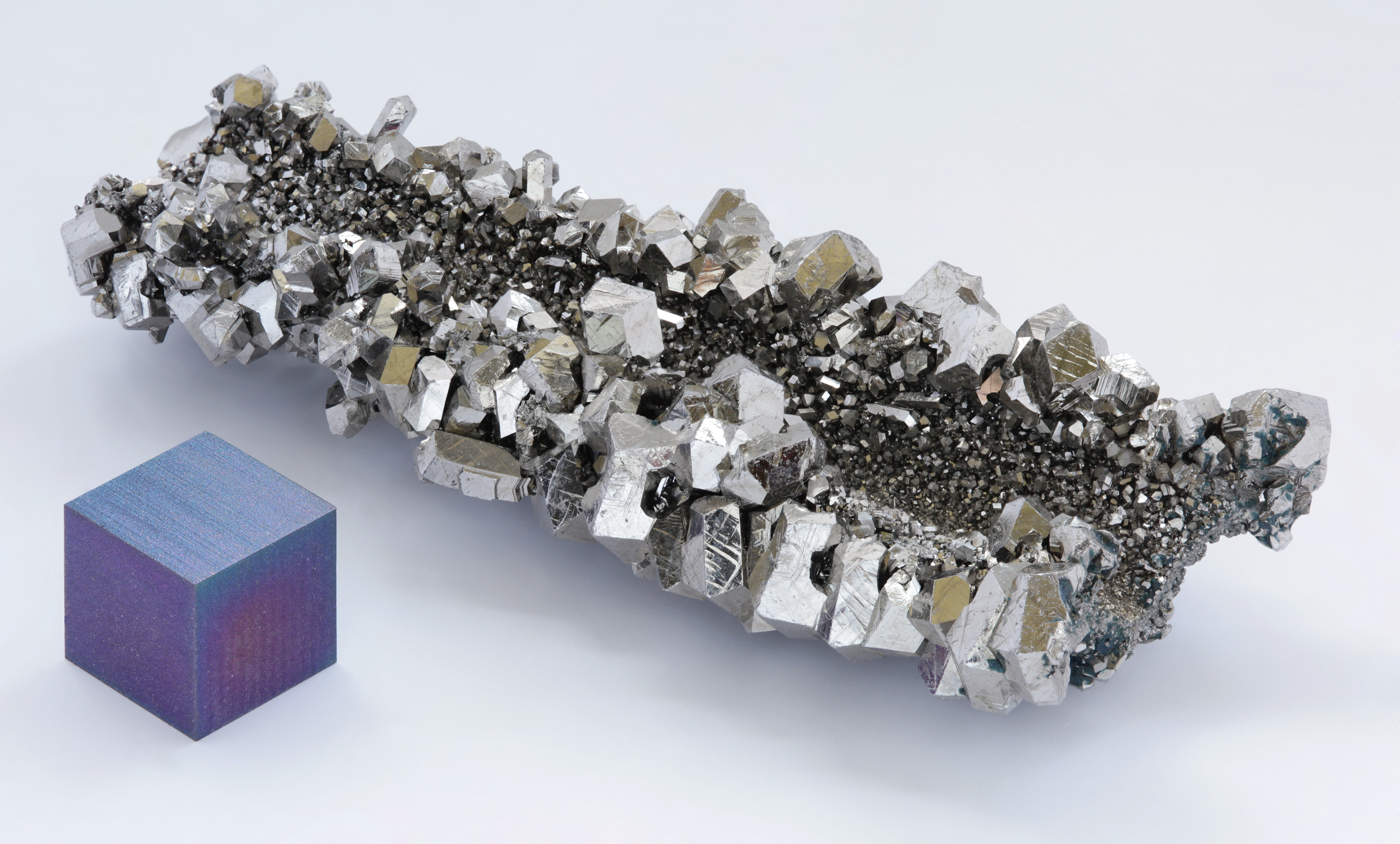
Ниобий.

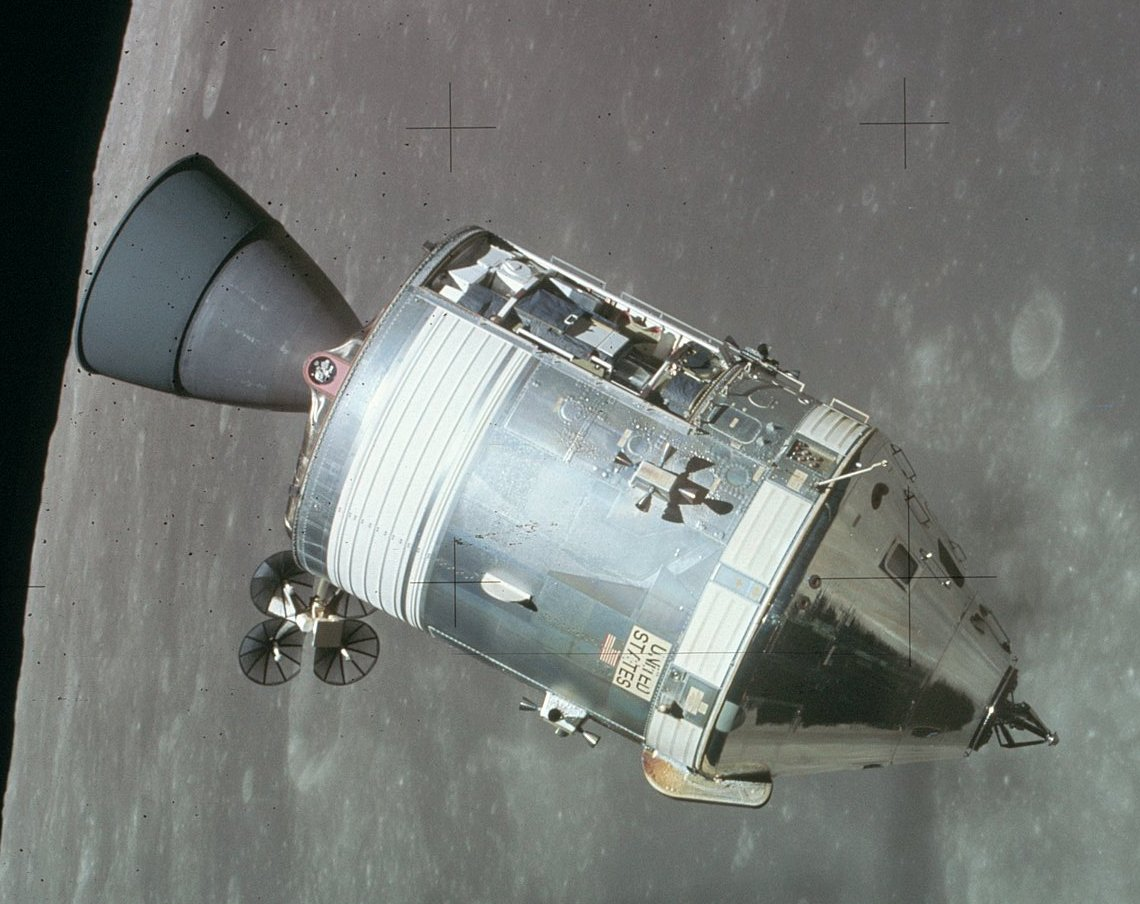
Тёмная часть сопла Apollo CSM сделана из сплава титан-ниобий.

Ниобий почти всегда находится вместе с танталом; ниобий был назван в честь Ниобы, дочери Тантала в греческой мифологии. Ниобий находит множество путей для применения, некоторые он разделяет с тугоплавкими металлами. Его уникальность заключается в том, что он может быть разработан путём отжига для того, чтобы достичь широкого спектра показателей твёрдости и упругости; его показатель плотности самый малый по сравнению с остальными металлами данной группы. Он может применяться в электролитических конденсаторах и является самым частым металлом в суперпроводниковых сплавах. Ниобий может применяться в газовых турбинах воздушного судна, в электронных лампах и ядерных реакторах.
Сплав ниобия C103, который состоит из 89 % ниобия, 10 % гафния и 1 % титана, находит своё применение при создании сопел в жидкостных ракетных двигателях, например таких как Apollo CSM. Применявшийся сплав не позволяет ниобию окисляться, так как реакция происходит при температуре от 400 °C.

### Тантал

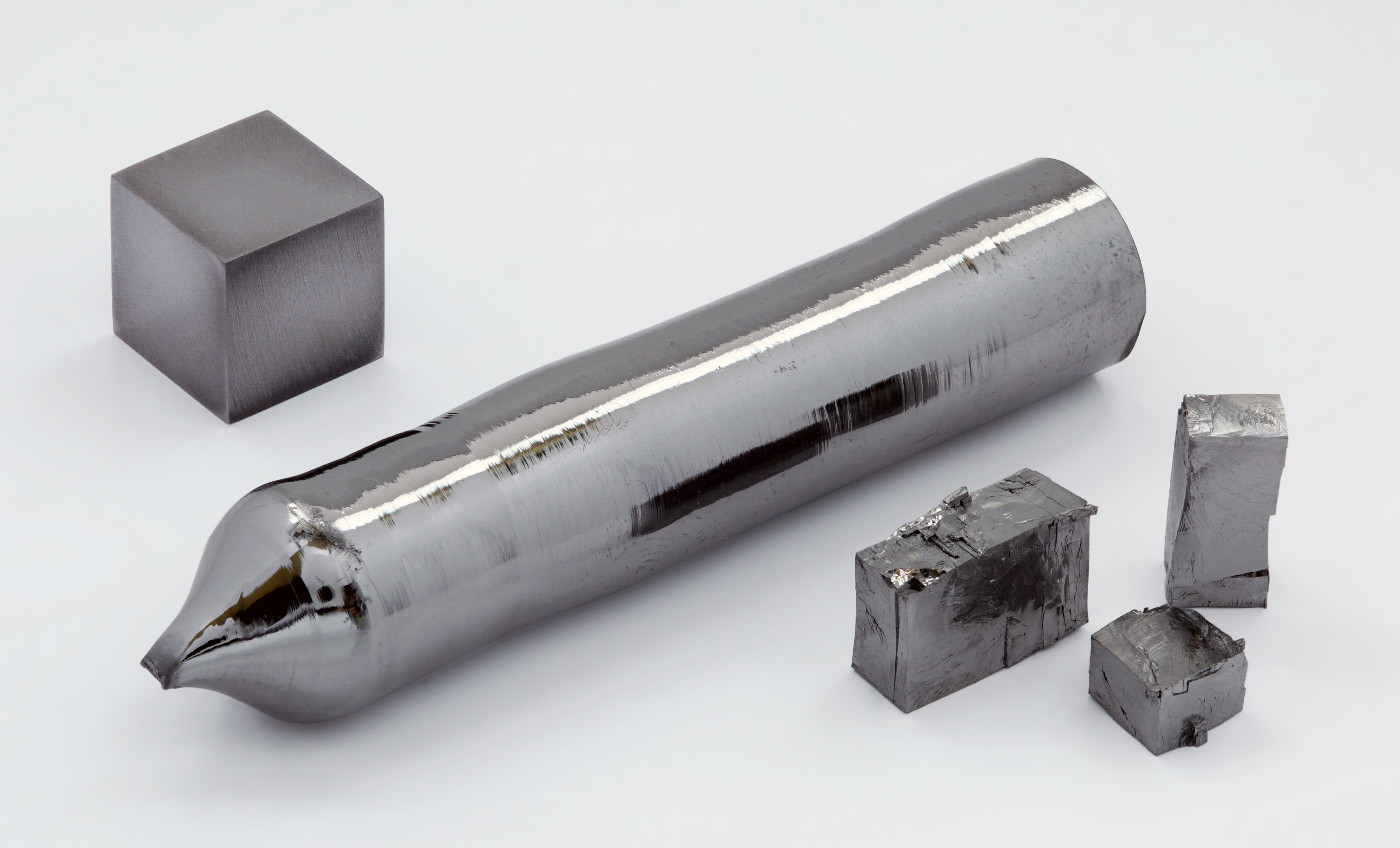
Тантал.

Тантал является самым стойким к коррозии металлом из всех тугоплавких металлов.
Важное свойство тантала было выявлено благодаря его применению в медицине — он способен выдерживать кислую среду (организма). Иногда он используется в электролитических конденсаторах. Применяется в конденсаторах сотовых телефонов и компьютера.

### Сплавы рения

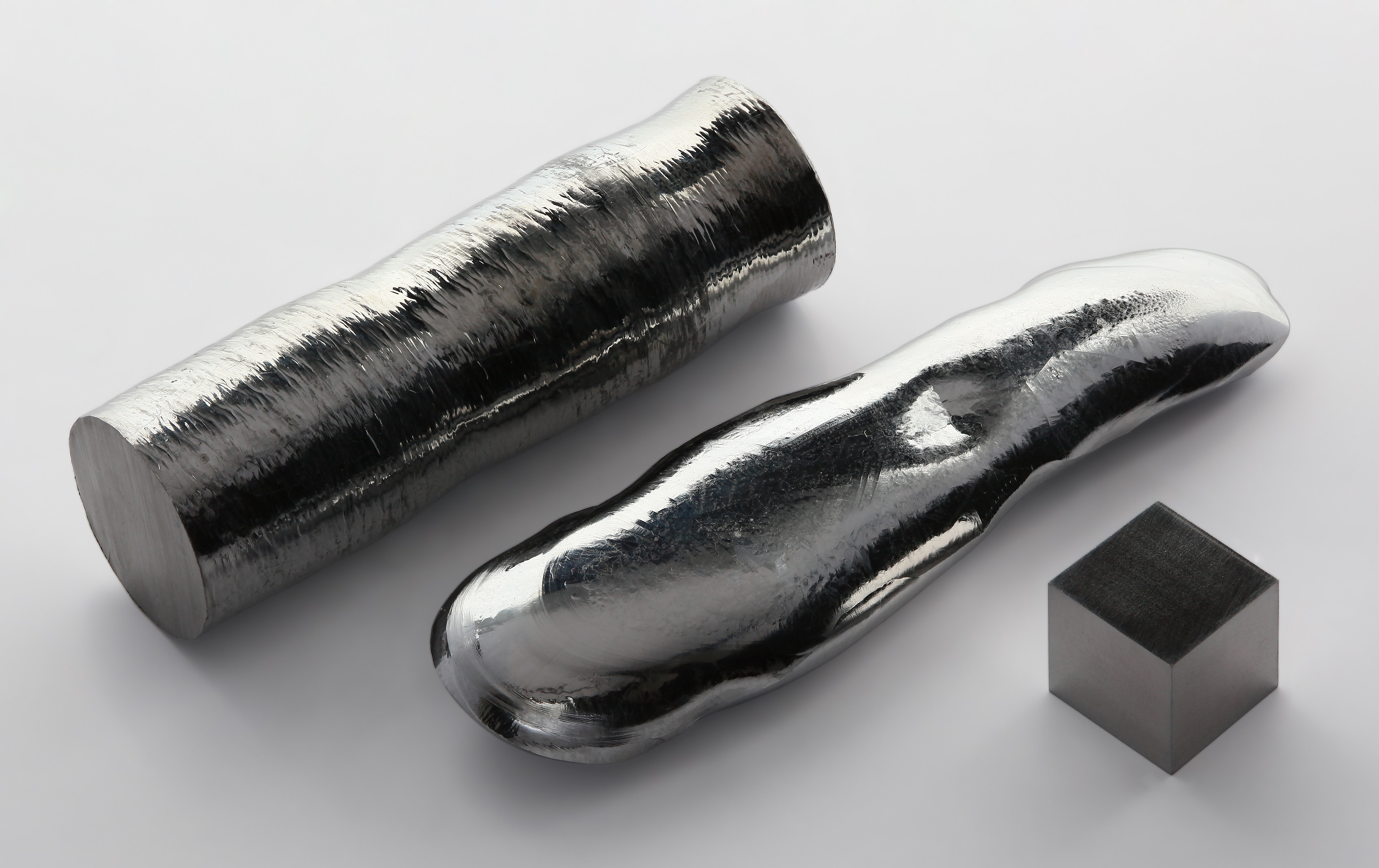
Рений.

Рений является самым последним открытым тугоплавким элементом из всей группы. Он находится в низких концентрациях в рудах других металлов данной группы — платины или меди. Может применяться в качестве легирующего компонента с другими металлами и придает сплавам хорошие характеристики — ковкость и увеличивает предел прочности. Сплавы с рением могут применяться в компонентах электронных приборов, гироскопах и ядерных реакторах. Самое главное применение находит в качестве катализатора. Может применяться при алкилировании, деалкилировании, гидрогенизации и окислении. Его столь редкое присутствие в природе делает его самым дорогим из всех тугоплавких металлов.

## Общие свойства тугоплавких металлов
Тугоплавкие металлы и их сплавы привлекают внимание исследователей из-за их необычных свойств и будущих перспектив в применении.
Физические свойства тугоплавких металлов, таких как молибден, тантал и вольфрам, их показатели твёрдости и стабильность при высоких температурах делает их используемым материалом для горячей металлообработки материалов как в вакууме, так и без него. Многие детали основаны на их уникальных свойствах: например, вольфрамовые нити накаливания способны выдерживать температуры вплоть до 3073 K.
Однако, их сопротивляемость к окислению вплоть до 500 °C делает их одним из главных недостатков этой группы. Контакт с воздухом может существенно повлиять на их высокотемпературные характеристики. Именно поэтому их используют в материалах, в которых они изолированы от кислорода (например лампочка).
Сплавы тугоплавких металлов — молибдена, тантала и вольфрама — применяются в деталях космических ядерных технологий. Эти компоненты были специально созданы в качестве материала способного выдержать высокие температуры (от 1350 K до 1900 K). Как было указано выше, они не должны контактировать с кислородом.

## Для дополнительного чтения
- Levitin, Valim. High Temperature Strain of Metals and Alloys: Physical Fundamentals. — WILEY-VCH, 2006. — ISBN 978-3-527-31338-9.
- Brunner, T (2000). Chemical and structural analyses of aerosol and fly-ash particles from fixed-bed biomass combustion plants by electron microscopy. 1st World Conference on Biomass for Energy and Industry: proceedings of the conference held in Sevilla, Spain, 5–9 June 2000. London: James & James Ltd. ISBN 1-902916-15-8.
- Donald Spink. Reactive Metals. Zirconium, Hafnium, and Titanium // Журнал Industrial & Engineering Chemistry. — 1961. — Вып. 53, № 2. — С. 97—104. — doi:10.1021/ie50614a019.
- Earl Hayes. Chromium and Vanadium // Журнал Industrial & Engineering Chemistry. — 1961. — Вып. 53, № 2. — С. 105—107. — doi:10.1021/ie50614a020.